# フミコの告白
『フミコの告白』（フミコのこくはく）は、2009年に製作された短編アニメーション作品。京都精華大学マンガ学部に在籍していた石田祐康をはじめとする学生の自主制作作品で、YouTubeやニコニコ動画で公開された。疾走感が評価され、文化庁メディア芸術祭アニメーション部門など数々の賞を受賞している。

## あらすじ
女子高生のフミコは、想いを寄せるタカシに告白するが野球一筋のタカシにフラれてしまう。自暴自棄になって思わず走り出すフミコだが勢いが止まらず…。

## キャスト
- フミコ - ヒナ
- タカシ - 來香滄

## スタッフ
- 監督、作画、背景、3DCG、編集、音響 - 石田祐康
- 背景、3DCGテクスチャ - 岩瀬由布子、村上和浩
- 作画 - 川野達朗
- 3DCGモデリング - 永田勇作
- 音楽 - カバレフスキー『道化師』第2曲「ギャロップ」

## 受賞歴
- 第22回CGアニメコンテスト入賞[2]
- 第14回文化庁メディア芸術祭アニメーション部門優秀賞[1][3]
- 2010年オタワ国際アニメーションフェスティバル特別賞[4]
- YouTube Video Awards Japan 2009[5]
- 第9回 東京アニメアワード学生部門優秀賞[6]
- フジテレビ短編アニメ大賞佳作[7]